# 吳之彥
吳之彥（1542年—1593年），字世美，號慎菴，直隸蘇州府太倉府人，民籍，明朝政治人物。

## 生平
應天府鄉試第一百二十八名舉人。隆慶五年（1571年）中式辛未科會試第三百五十八名，三甲第二百七十八名進士。礼部觀政，授中书舍人，萬曆五年（1577年）选授广东道监察御史，养病归乡。萬曆九年（1581年）七月起补河南道御史，差巡按福建。十年二月升山东武德兵备佥事，十三年降二级调用。
其子监生吴镇曾与吏部侍郎赵用贤之女定婚，赵用贤得罪张居正被廷杖革职为民，吴之彦为御史巡按福建，便道回乡，遂与用贤断绝婚姻。张居正死後，吴之彦外放山东佥事，赵用贤恢复官职，赴京時路过德州，之彦具书仪悔罪，用贤不受，回书绝交。萬曆二十一年（1593年），用贤升吏部侍郎，之彦始令其子告争。
吴之彦与同乡陆起产生口角，陆起铸了一支铁尺，防置怀中，上刻“此尺专打吴之彦”。吴之彦畏惧，迁居到外乡。吴为王世貞从甥，偶然问道：“陆少白想要打死我，外甥有何罪？”王笑曰：“你小子诚然无罪，但谚语云，恶人自有恶人磨，你二人应了这句话。”。

## 家族
曾祖吳珮；祖父吳朝林，監生；父吳文炳，母王氏；繼母金氏。具庆下。